# 旺达镇
旺达镇，是中华人民共和国西藏自治区昌都市左贡县下辖的一个乡镇级行政单位。

## 行政区划
旺达镇下辖以下地区：
旺达社区、列达村、兵达村、波科村、俄比村、麻科村、东达村、乌雅村、左巴村、则巴村、冷加村、夯达村、普绒村、木龙村、拉达村、孟青村、马普村和孟琼村。